# Pretty Vacant
"Pretty Vacant" é uma canção da banda de punk rock britânica Sex Pistols. Foi lançada em 1 de julho de 1977 como o terceiro single da banda e mais tarde foi apresentada em seu único álbum de estúdio, Never Mind the Bollocks, Here's the Sex Pistols, lançado no mesmo ano. A canção alcançou o sexto lugar na UK Singles Chart e marcou a primeira aparição da banda no programa televisivo britânico Top of the Pops. A canção ganhou atenção pelo fraseado do vocalista John Lydon na palavra "vacant", enfatizando a última sílaba para soar como a palavra cunt, uma forma vulgar de se referir a vagina. Segundo o baixista Glen Matlock, o riff principal da música foi inspirado em "SOS", do ABBA. O lado B do single era um cover de "No Fun" dos Stooges, que a banda tocou no local sem ensaio adequado. Foi tirada das sessões demo gravadas pelo produtor Dave Goodman.
A revista NME o nomeou single do ano em 1977. Em março de 2005, a revista Q colocou a canção em 26º lugar na lista das 100 melhores faixas de guitarra.  A NME a nomeou a 132ª melhor canção de todos os tempos em 2014.
Uma versão ao vivo da faixa do Filthy Lucre Live foi lançada como single em 1996 e um picture disc foi lançado em 2012.